# 奧列尼島

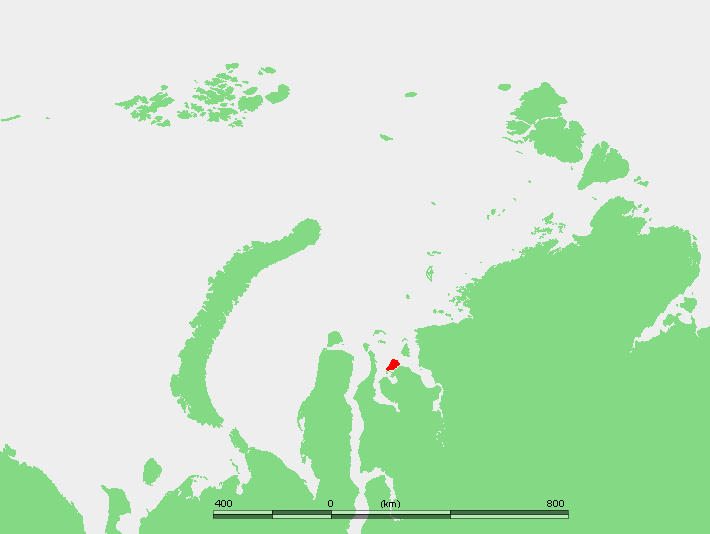
奧列尼島位置

奧列尼島是俄羅斯的島嶼，位於格達半島離岸數公里處的喀拉海，長53公里、闊27公里，面積1,197平方公里，由亞馬爾-涅涅茨自治區負責管轄。

## 外部連結
- Location: （页面存档备份，存于）
- Nature Reserve:

72°26′N 77°36′E / 72.433°N 77.600°E